# Saint-Sauveur-sur-Tinée
Saint-Sauveur-sur-Tinée är en kommun i departementet Alpes-Maritimes i regionen Provence-Alpes-Côte d'Azur i sydöstra Frankrike. Kommunen ligger  i kantonen Saint-Sauveur-sur-Tinée som ligger i arrondissementet Nice. År 2022 hade Saint-Sauveur-sur-Tinée 295 invånare.

## Befolkningsutveckling
Antalet invånare i kommunen Saint-Sauveur-sur-Tinée
Referens: INSEE

## Galleri

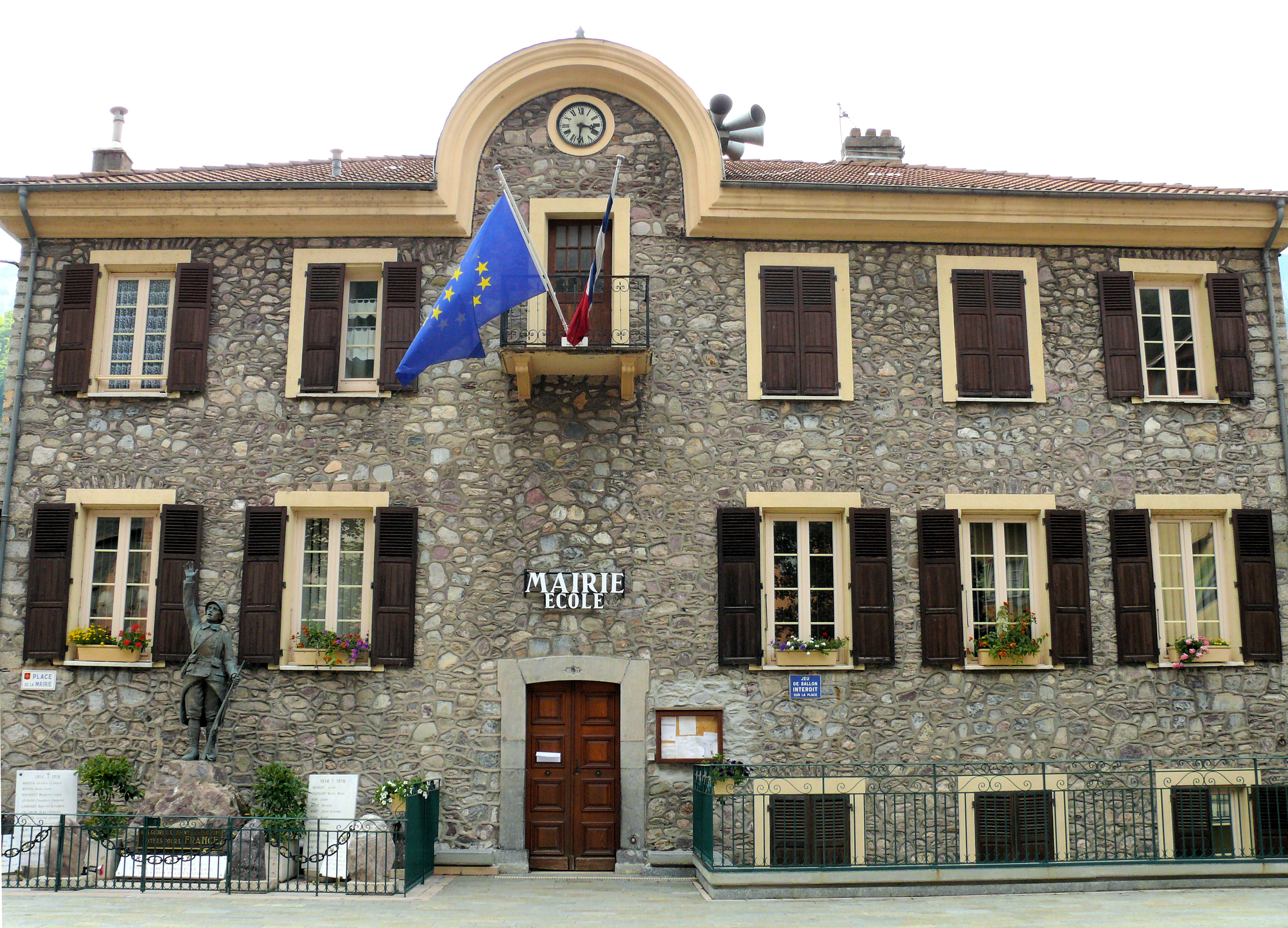